# Psihoticizem
Eysenckova teorija osebnosti opredeljuje psihoticizem (P), poleg nevroticizma in ekstravertnosti, kot tretjo dimenzijo osebnosti.  Eysenck jo je opredelil kot kontinuum, ki ima na enem skrajnem polu nagnjenost k psihozi (shizofrenija in bipolarna motnja razpoloženja), na sredi je psihopatija (antisocialno vedenje), na drugem skrajnem polu pa je visoko socializirano vedenje.Gre predvsem za antisocialno vedenje, nekonformizem, agresivnost in impulzivnost .

## Merjenje psihoticizma
Eysenck je s sodelavci razvil različne samoocenjevalne vprašalnike (Eysenckov osebnostni vprašalnik) za merjenje psihoticizma, tako za odrasle  kot tudi za otroke . Posameznik z visokim dosežkom na lestvici psihoticizma je opredeljen kot hladen, neoseben, nezmožen sočustvovanja, neprijazen, neiskren, čudaški,  nečustven, antisocialen, s paranoidnimi idejami, da so drugi naperjeni proti njemu, ni pripravljen pomagati drugim in ni zmožen uvida. Posameznike z visoko izraženim psihoticizmom velikokrat najdemo med zaporniki, shizofreniki in odvisniki od alkohola ter drugih drog .

## Povezanost z drugimi osebnostnimi modeli
Tudi večina drugih osebnostnih modelov vsebuje dimenzijo, ki je primerljiva psihoticizmu. Na primer v petfaktorskem modelu osebnosti sta to sprejemljivost in vestnost , v  Zuckermanovem modelu je to dimenzija impulzivnost-nesocializirano iskanje dražljajev , Cloningerjeva lestvica iskanja novosti vključuje impulzivnost in raziskovanje, Tellegenova dimenzija zadržanost (angl. »constraint«), ki vključuje nadzor, izogibanje nevarnosti in tradicionalizem, pa bi lahko bila inverzna lestvici psihoticizma ali impulzivnosti.